# IEEE 802.2
IEEE 802.2 es un estándar que hace parte del proyecto IEEE 802 donde se define el control de enlace lógico (LLC), que es la parte superior de la capa enlace en las redes de área local. La subcapa LLC presenta una interfaz uniforme al usuario del servicio la capa de red. Bajo la subcapa LLC está la subcapa Media Access Control (MAC) , que depende de la configuración de red usada (Ethernet, token ring, FDDI, 802.11, etc.). El uso de control de enlace lógico (LLC) es obligatorio en todas las redes del IEEE 802 a excepción de Ethernet.
El estándar IEEE incluye esta subcapa que añade las etiquetas estándar de 8-bit DSAP (Destination Service Access Point) y SSAP (Source Service Access Point) a los paquetes del tipo de conexión. También usado en funciones auxiliares como Control de flujo. Hay sitio para 64 números SAP globalmente asignados, y la IEEE no los asigna a la ligera. IP no tiene un número SAP asignado, porque solo los “estándares internacionales” pueden tener números SAP. Los protocolos que no lo son pueden usar un número SAP del espacio de SAP administrado localmente. EL Subnetwork Access Protocol (SNAP) permite valores EtherType usados para especificar el protocolo transportado encima de IEEE 802.2, y también permite a los fabricantes definir sus propios espacios de valores del protocolo.

## Modos operativos
IEEE 802.2 incorpora dos modos operativos no orientados a conexión y uno orientado a conexión:
El uso de multicast y broadcast puede reducir el tráfico en la red cuando la misma información tiene que ser enviada a todas las estaciones de la red. 
Sin embargo el servicio.
- Tipo 1: no ofrece garantías de que los paquetes lleguen en el orden en el que se enviaron; el que envía no recibe información sobre si los paquetes llegan.
- Tipo 2: es un modo operativo orientado a conexión. La enumeración en secuencia asegura que los paquetes llegan en el orden en que han sido mandados, y ninguno se ha perdido.
- Tipo 3: es un modo no orientado a conexión con confirmación. Únicamente soporta conexión point to point.

## Cabecera LLC
802.2 define una cabecera especial que incluye una cabecera SNAP (subnetwork access protocol).Algunos protocolos, particularmente los diseñados para OSI networking stack, operan directamente sobre 802.2 LLC, que provee los servicios datagrama y orientado a conexión. Esta cabecera 802.2 está actualmente incorporada en paquetes 802.3 (Ethernet II frames, alias. DIX frames).
La cabecera LLC incluye dos campos de dirección adicionales de 8 bit, llamados service access points or SAPs en terminología OSI; cuando la fuente y el destino SAP son puestos al valor 0xAA, el servicio SNAP es requerido. La cabecera SNAP permite usar valores EtherType con todos los protocolos IEEE 802, así como usar protocolos de espacio de ID privados. En IEEE 802.3x-1997, el estándar IEEE Ethernet fue modificado explícitamente para permitir el uso del campo de 16-bit después de la dirección MAC para utilizarlo como un campo de longitud o de tipo.
Novell NetWare usaba este tipo de paquete por defecto desde mediados de los noventa, y como Netware estaba muy extendido entonces, mientras que IP no, en algún momento la mayoría del tráfico Ethernet mundial corría sobre "raw" 802.3 transportando IPX. Desde Netware 4.10 usa ahora por defecto IEEE 802.2 con LLC (Netware Frame Type Ethernet_802.2) cuando utiliza IPX.
Mac OS usa empaquetamiento 802.2/SNAP para la suite de protocolos AppleTalk en Ethernet ("EtherTalk") y empaquetamiento Ethernet II para TCP/IP
Las variantes 802.2 de Ethernet no son de amplio uso en redes comunes actualmente, con la excepción de grandes instalaciones Netware corporativas que aún no han migrado a Netware sobre IP. En el pasado, muchas redes corporativas soportaban 802.2 Ethernet para soportar puentes de traducción transparentes entre Ethernet e IEEE 802.5 Token Ring o redes FDDI.
Existe un Internet standard para encapsular tráfico IPv4 en paquetes IEEE 802.2 con cabeceras LLC/SNAP. Casi nunca se ha implementado en Ethernet (aunque se usa en FDDI y en token ring, IEEE 802.11, y otras redes IEEE 802 ). 
El tráfico IP no se puede encapsular en paquetes IEEE 802.2 LLC sin SNAP porque, aunque hay un tipo de protocolo LLC para IP, no hay ningún tipo de protocolo LLC para ARP. IPv6 también puede transmitirse sobre Ethernet usando IEEE 802.2 con LLC/SNAP, pero, de nuevo, casi nunca se usa (aunque el encapsulamiento LLC/SNAP de IPv6 se usa en redes IEEE 802 ).

## IEEE 802.2 palabras de control de cabecera y formatos de paquete
Puede haber tres clases más IEEE 802.2 PDU, llamados paquetes U, I o S.
- Paquetes U , con un campo de control de 8 bits, están pensados para los servicios no orientados a conexión
- Paquetes I, con un campo de control y secuencia numérica de 16 bits, están pensados para los

```
servicios orientados a conexión
```

- Paquetes S, con un campo de control de 16 bits, están pensados para usarse en funciones supervisoras en la capa LLC ( Logical Link Control).

De estos tres formatos, Solo el formato U se usa normalmente. El formato de un paquete PDU se identifica por los dos bits más bajos del primer byte del campo de control. IEEE 802.2 deriva conceptualmente de HDLC, lo que explica estos aspectos de su diseño.